# Пахиподиум
Пахиподиум (лат. Pachypodium; от греч. παχύς — толстый и πόδιον — ножка) — род растений семейства Кутровые (Apocynaceae).

## Особенности рода
Пахиподиумы — суккулентные деревья или кустарники. Основной характеристикой рода является толстые стволы, в которых создаётся запас воды на случай засухи и неблагоприятных условий для корней, растущих на скалах. Несмотря на различный внешний вид Пахиподиумов, все они имеют утолщённый ствол. Внешность Пахиподиумов колеблется от карликов, похожих на бутылку, до бутылкообразных кустарников овальной формы и кактусоподобных деревьев.
Второй особенностью Пахиподиумов является наличие шипов. Шипы сгруппированы парами или тройками и располагаются кольцами или завитками вокруг ствола. Шипы появляются одновременно с листьями и растут в течение короткого периода, затем их рост останавливается и они затвердевают. Шипы не восстанавливаются и в результате трения ствола могут быть стёрты все шипы, кроме самых молодых, у старых экземпляров могут остаться гладкие стволы и ветви.
Характерной особенностью рода является ветвление. Но в этой особенности есть некоторые исключения. Пахиподиум намакванский (Pachypodium namaquanum) часто бывает совсем без веток. Pachypodium brevicaule не имеет никаких ветвей и, возможно, выработал альтернативу ветвлению в виде появления листьев, шипов и цветков из узлов ствола. В общем Пахиподиумы имеют немного ветвей. Экологические условия и факторы, способствующие ветвлению, могут широко меняться даже в небольшой области произрастания растения, поэтому одна и та же разновидность демонстрирует широкие возможности в морфологии ветвления.
В отличие от многих представителей Кутровых, Пахиподиумы, как и некоторые виды рода Адениум, не выделяют млечный сок: сок у них прозрачный.

## Морфология

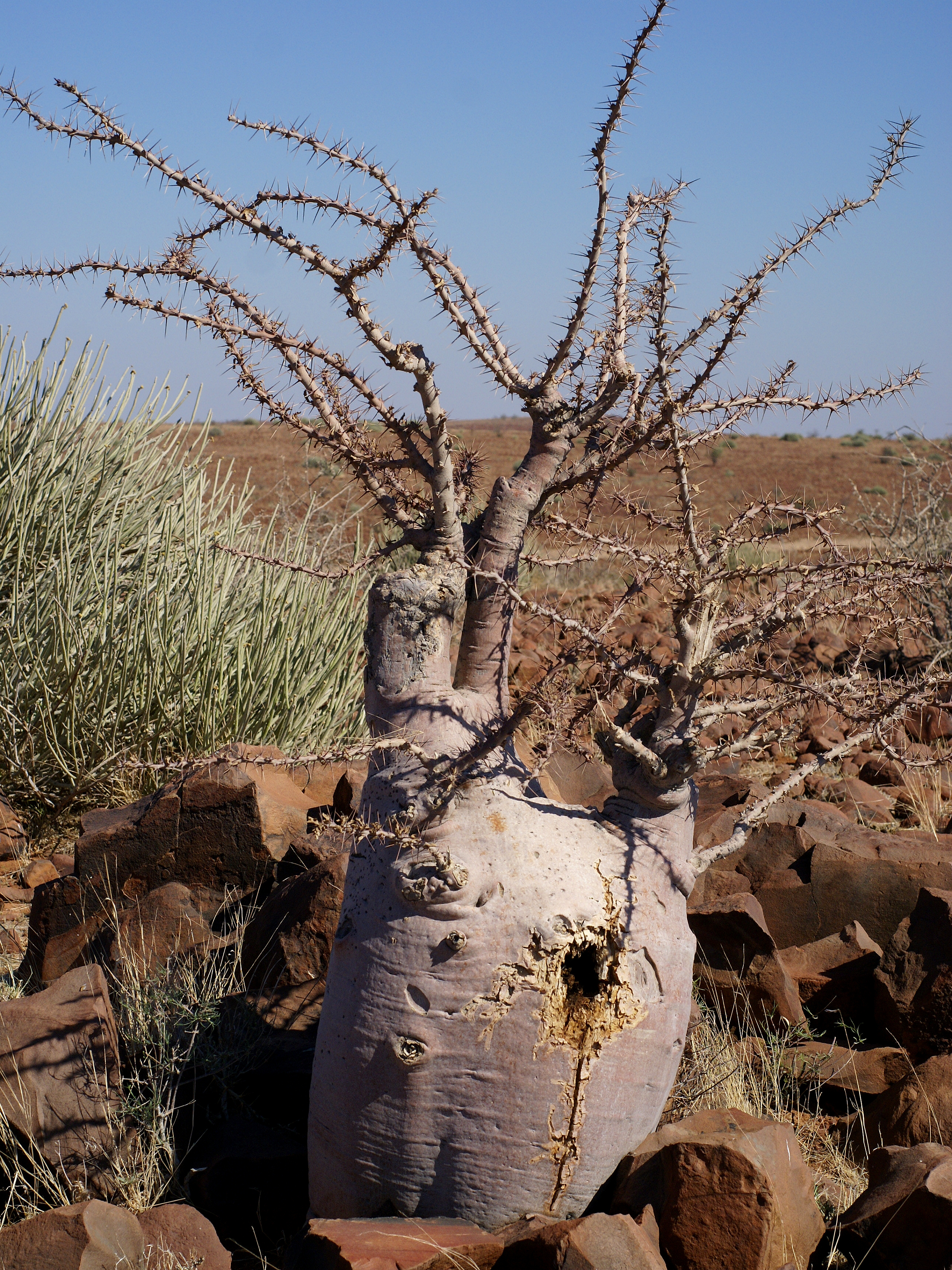
Пахиподиум Лила (Pachypodium lealii), Северо-Западная Намибия

Морфология Пахиподиумов очень разнообразна и сильно зависит от окружающей микросреды. Ветвление Пахиподиума (если оно существует вообще) может быть или от основания или в кроне. Ветвление является морфологической адаптацией Пахиподиумов к факторам окружающей микросреды, и его разнообразие составляет широкий диапазон внешности Пахиподиумов, среди которых выделяются:
- карликовые виды до 8 см высотой, но до 40 см в диаметре
- бутылки, или кусты овальной формы до 4 м высотой
- ветвящиеся и неветвящиеся сигарообразные и кактусоподобные деревья до 5 м высотой.

Несмотря на разнообразие экологических форм, все Пахиподиумы являются суккулентами и обладают толстыми стволами. Пахиподиумы обычно снабжены шипами, но изгиб ветвей и трение может привести к появлению растений вовсе без шипов.
Утолщённый ствол Пахиподиумов позволяет им пополнять запас воды и питательных веществ в периоды засухи, связанной с сезонными или постоянными условиями окружающей среды, и являются присобительной реакцией этих растений. У некоторых Пахиподиумов с этой целью развились подземные утолщённые стволы, или каудексы.
Шипы Пахиподиумов также служат приспособительным механизмом к сухим условия среды обитания: у различных видов они приспособлены в различной степени для получения влаги из тумана и росы.

## Распространение и экология
Пахиподиумы произрастают на Мадагаскаре и в континентальной Африке (Ангола, Мозамбик, Зимбабве, Намибия, ЮАР, Свазиленд).
Пахиподиумы встречаются как на высоте уровня моря, среди дюн, (например, Pachypodium geayi), так и на высоте 1600 м над уровнем моря в Южной Африке (например, Бутылочное дерево (Pachypodium lealii)) и 1900 м над уровнем моря на Мадагаскаре (например, Pachypodium brevicaule). В континентальной Южной Африке температура колеблется от −10 °C до +45 °C, в то время как на Мадагаскаре эти колебания несколько меньше: от −6 °C до +40 °C. Уровень влажности в местах произрастания Пахиподиумов колеблется от 75 мм до 1985 мм. Растения рода растут в щелях, трещинах, расщелинах сухих обнажений холмов и гор. Их корни, проникая глубоко в почву, находят там себе минеральные соли, гумус и влагу. Пахиподиумы могут расти на различных типах почв. Если одни виды растут только на определённом виде почвы, то другие могут расти на нескольких.

## Виды
В род Пахиподиум входят 23 вида:
- Pachypodium ambongense Poiss.
- Pachypodium baronii Costantin & Bois
- Pachypodium bicolor Lavranos & Rapan.
- Pachypodium bispinosum (L.f.) A.DC. — Пахиподиум двуколючковый
- Pachypodium brevicaule Baker
- Pachypodium cactipes K.Schum.
- Pachypodium decaryi Poiss.
- Pachypodium densiflorum Baker
- Pachypodium eburneum Lavranos & Rapan.
- Pachypodium geayi Costantin & Bois
- Pachypodium gracilius (H.Perrier) Rapan.
- Pachypodium horombense Poiss.
- Pachypodium inopinatum Lavranos
- Pachypodium lamerei Drake —  Пахиподиум Ламера
- Pachypodium lealii Welw. — Пахиподиум Лила, или Бутылочное дерево, или Бумбо
- Pachypodium meridionale (H.Perrier) Pichon
- Pachypodium namaquanum (Wyley ex Harv.) Welw. — Пахиподиум намакванский, или Люди-призраки
- Pachypodium rosulatum Baker
- Pachypodium rutenbergianum Vatke — Пахиподиум Рутенберга
- Pachypodium saundersii N.E.Br. — Пахиподиум Сондерса, или Звезда Лунди
- Pachypodium sofiense (Poiss.) H.Perrier
- Pachypodium succulentum (L.f.) Sweet — Пахиподиум суккулентный
- Pachypodium windsorii Poiss.